# Siarczek ołowiu(II)
Siarczek ołowiu(II), PbS – nieorganiczny związek chemiczny, sól kwasu siarkowodorowego i ołowiu na +II stopniu utlenienia. Jego postać mineralna – galena stanowi najważniejszą rudę ołowiu.

## Otrzymywanie
Siarczek ołowiu(II) można przygotować w laboratorium w postaci czarnego osadu w wyniku przepuszczenia siarkowodoru przez rozcieńczony kwasowy roztwór soli ołowiu, jak na przykład azotan ołowiu(II) czy octan ołowiu(II):
Pb2+ + H2S → PbS↓ + 2H+
Można go także otrzymać w bezpośredniej reakcji pierwiastków w podwyższonej temperaturze.

## Właściwości fizyczne
- nieznacznie rozpuszczalny w wodzie (124 mg/l, 20 °C), siarczkach i wielosiarczkach litowców
- posiada właściwości półprzewodnika
- temperatura topnienia wynosi 1118 °C, ale związek sublimuje poniżej tej temperatury.

## Występowanie i zastosowanie
W przyrodzie występuje jako minerał galena. Większość ołowiu otrzymuje się właśnie z tej rudy. Czysty siarczek ołowiu(II) jest stosowany w technologii materiałów mikro- i optoelektronicznych (np. ogniwa fotoelektryczne, lasery). Stosowany jest także jako detektor w czujnikach promieniowania podczerwonego. Znajduje zastosowanie w wysokotemperaturowych i wysokociśnieniowych smarach oraz do glazurowania wyrobów ceramicznych. Używany jest także jako katalizator w procesie rafinacji ropy naftowej, usuwający tiole.